# Last Night (모비의 음반)
《Last Night》은 모비의 8번째 정규 앨범이다.이 앨범은 2008년 3월 29일 오스트레일리아 발매 시작으로 이틀 후인 2008년 3월 31일에는 대한민국에서 정식발매되었으며, 2008년 4월 1일은 미국에서 발매, 2008년 5월 12일은 영국에서 발매되었다. 이 앨범은 모비의 스튜디오가 있는 뉴욕 맨하탄에서 녹음되었다.

## 수록곡
1. Ooh Yeah (song)|Ooh Yeah - 5:18
2. I Love to Move in Here - 4:45
3. 257.zero - 3:38
4. Everyday It's 1989 - 3:40
5. Live for Tomorrow - 4:02
6. Alice (Moby song)|Alice - 4:27
7. Hyenas - 3:35
8. I'm in Love (Wendy Starland) - 3:43
9. Disco Lies]] - 3:23
10. The Stars - 4:21
11. Degenerates - 3:58
12. Sweet Apocalypse - 5:19
13. Mothers of the Night - 3:19
14. Last Night - 4:53
15. Lucy Vida [Hidden Track] - 3:54

### 아이튠즈에디션
1. Sweetest - 4:48

### 아마존 MP3 에디션
1. Land Of - 5:31
2. Sweetest - 4:48